# Prínia pàl·lida
La prínia pàl·lida (Prinia somalica) és una espècie d'ocell passeriforme del gènere prinia que pertany a la família Cisticolidae pròpia de la Banya d'Àfrica.

## Distribució i hàbitat
Es troba a Etiòpia, Kenya, Somàlia i el sud-est del Sudan del Sud.
L'hàbitat natural són la sabana seca i les zones de matoll sec.

## Subespècies
Es reconeixen dues subespècies:
- Prinia somalica erlangeri localitzada des del sud-est del Sudan fins a Etiòpia, Uganda, Kenya i Somàlia;
- Prinia somalica somalica localitzada a l'extrem nord de Somàlia.